# Hotel Hungária u Subotici
Hotel Hungária je bivša hotelska zgrada u Subotici. Dao ju je podići Bela Florijan Jakobčić. Kapital za izgradnju stekao je od očeve trgovine staklom, čiju je tradiciju nastavio. Izgradnja je počela 1881. Po izgradnji dao ga je u zakup. Hotel je poslije postao mjestom važnih kulturnih okupljanja, osobito otkad ju je 1906.u zakup uzeo Šime Budimčević i političkih događaja. 
Bila je mjestom masovnih okupljanja bunjevačkih Hrvata, kao što je Bunjevačko kolo, Litnja zabava Pučke kasine i druga. 
Nakon što je 5. studenoga 1918. u stanu Vladislava Manojlovića donesena odluka o osnivanju Bunjevačko-srpskog narodnog odbora, to je sprovedeno u djelo 10. studenoga 1918. na sastanku u velikoj sali kavane hotela Hungária.
Od listopada 1911. u zgradi se nalazilo kino Lifka koje je radilo do polovine 1930-ih, te od kraja drugog svjetskog rata do 1990-ih. Zgrada je temeljito rekonstruirana 2009. godine. U njoj danas djeluju Art-kino Alexander Lifka i Kazalište Dezső Kosztolányi.